# Who Got Game
Who Got Game, produit par Aftermath Entertainment, est la première mixtape de The Game produit par le label de Dr. Dre.

## Liste des titres
- 01 - Fly Like An Eagle ft Snoop Dogg, WC
- 02 - Don't Push Me ft 50 Cent
- 03 - Where I'm From ft Dr.Dre, Nate Dogg
- 04 - Let The Gunz Go ft Juelz Santana, Billboard
- 05 - Soldiers
- 06 - Confessions
- 07 - Cocaine
- 08 - Untilted (Benzino Diss)
- 09 - Ride With Me
- 10 - For My Niggas
- 11 - I Love The Hood ft Young Buck
- 12 - Murderville
- 13 - Get It ft Jay-Z, Dr.Dre
- 14 - Do It Like Kane ft Talib Kweli, Black Though
- 15 - Never Be Friends
- 16 - War Them Want ft Rah Digga
- 17 - Life
- 18 - South Side ft Lil' Scrappy